# Gabriel Deck
Gabriel Alejandro Deck (Añatuya, 8 de febrero de 1995) es un jugador de baloncesto argentino que actualmente juega en el Real Madrid de la Liga ACB. Con 1,98 metros de altura, juega en la posición de alero, aunque también puede desempeñarse como ala-pívot. 
Ha formado parte de la selección de baloncesto de Argentina en categorías formativas y absoluta, con la cual alcanzó el subcampeonato del Mundial de 2019 y el oro en el FIBA AmeriCup de 2022.

## Primeros años
Gabriel Deck nació el 8 de febrero de 1995, hijo de Carlos Deck y Nora Luna, oriundos de la localidad argentina de Colonia Dora en Santiago del Estero, y hermano menor de Joaquín. Como Colonia Dora era pequeña y no contaba con hospital propio, el nacimiento de Gabriel tuvo lugar en la ciudad cercana de Añatuya. De origen humilde, su padre trabajaba en los campos de alfalfa mientras que su madre era empleada doméstica, trabajos que posteriormente reemplazaron al conseguir puestos en una empresa local de transporte: Carlos como chofer de ómnibus y Nora en la limpieza de los vehículos. Ambos hermanos también ayudaban en el trabajo a sus padres para contribuir con la economía familiar.
Inicialmente, Gabriel estaba más interesado por el fútbol como deporte y fue por influencia de su hermano que comenzó a inclinarse por el baloncesto. Los hermanos alternaban su tiempo de juego entre el Club Atlético Bartolomé Mitre de Colonia Dora y el propio patio de su casa. El padre de los Deck les construyó a sus hijos allí un tablero y aro casero, usando unas tablas de madera y un volante de tractor. En el año 2008, los hermanos tuvieron la oportunidad de probarse para el Club Central Argentino Olímpico de la ciudad santafesina de Ceres y durante varios meses viajaban a jugar allí durante los fines de semana. Posteriormente y por medio de Paola Aguilar, quien había sido profesora de educación física de Gabriel, surgió la oportunidad de probarse en la Asociación Atlética Quimsa de la ciudad de Santiago del Estero. Los Deck asistieron a un campus del equipo, en el cual captaron el interés y recibieron la oferta para ir a vivir a la capital santiagueña. Gabriel afirmó que tomaron la decisión de unirse al equipo en parte porque eso hacía «las cosas un poco más ligeras en nuestra familia», ya que aliviaba la presión económica y la cantidad de platos de comida para llenar. Para el año 2009, ambos hermanos se habían instalado en Santiago y formaban parte de la plantilla de Quimsa como juveniles.

## Carrera

### Argentina
Quimsa (2010-2016)
Debutó en la Liga Nacional de Básquet vistiendo la camiseta de Quimsa el 15 de enero de 2010, enfrentando a Quilmes de Mar del Plata.
En agosto de 2011, Deck asistió al campamento de "Baloncesto sin fronteras" celebrado en Río de Janeiro, Brasil. Fue nombrado el jugador más valioso del campamento.
En abril de 2013, Deck participó en el Nike Hoop Summit de 2013 para el equipo de la Selección Mundial disputando 8 minutos en la victoria 112-98 sobre la Selección Juvenil de USA, sin anotar puntos.
San Lorenzo de Almagro (2016–2018)
En la temporada 2016-17 fichó por San Lorenzo, club con el que ganó el campeonato de Liga, resultando además elegido MVP de las finales.
Al año siguiente, en 2018, ganó con su club la Liga de las Américas, siendo elegido el MVP de las finales. También fue el máximo anotador de la competencia, con un promedio de 19.1 puntos, en 8 partidos jugados. Igualmente ganó la Liga Nacional, siendo declarado MVP tanto de la temporada regular como de las finales.

### España
Real Madrid (2018–2021)
Al terminar la temporada firmó el 19 de julio de 2018 un contrato por tres años con el Real Madrid de la Liga Endesa y Euroliga, luego de llegar un acuerdo de compra con San Lorenzo. En su primera temporada con el club, debutó en la Euroliga 2018-19, promediando 4,4 puntos y 2,4 rebotes en 31 partidos. En la Liga española promedió 4,8 puntos y 2,9 rebotes en 30 partidos. Ganó ambas competiciones (Supercopa de España y la Liga ACB) en su primera temporada en el club.
En su última temporada, Deck apareció en 58 juegos, promediando 9.7 puntos, 3.8 rebotes y 1.2 asistencias en 23.9 minutos con un 52.1 % de acierto en tiros de campo.

### NBA
Oklahoma City Thunder (2021-2022)
El 12 de abril de 2021 se anunció mediante las redes sociales que había llegado a un acuerdo con Oklahoma City Thunder de la NBA para unirse al equipo, firmando un contrato de 4 años por 14,5 millones de dólares.
Su debut fue el 29 de abril enfrentando a New Orleans Pelicans. Fue despedido el 4 de enero de 2022.

### Regreso a España
Real Madrid (2022-presente)
Pocos días después de su salida de Oklahoma City Thunder firmó un nuevo acuerdo con el Real Madrid hasta 2024.

## Selección nacional
Promediando 21.5 puntos y 7.2 rebotes en ocho partidos en el torneo Mundial FIBA Sub-17 de 2012, Deck fue goleador del torneo y además integró el quinteto ideal junto a otras grandes promesas como Dante Exum, Mario Hezonja, Justise Winslow y Jahlil Okafor.  También jugó para la selección argentina en el Campeonato Mundial de Baloncesto Sub-19 de 2013. 
En 2013 fue campeón mundial FIBA 3x3 U18 World Championship en Yakarta, Indonesia, siendo su torneo y título más importante a nivel juvenil. También fue preseleccionado en el equipo del Campeonato Mundial de 2014, aunque finalmente no formó parte de la lista definitiva.
En 2015, volvió a formar parte de la lista de 20 jugadores del entrenador Sergio Hernández con vista a los Juegos Panamericanos y fue parte del equipo que compitió en el Campeonato FIBA Américas disputado en Ciudad de México, obteniendo la clasificación a los Juegos Olímpicos de 2016 y el segundo puesto en este torneo.
También disputó los Juegos Olímpicos de Río 2016 y el Campeonato FIBA Américas 2017 disputado en Argentina.
En 2019, tuvo una destacada actuación en la Selección Argentina que ganó la medalla de oro en los Juegos Panamericanos de Lima. Este fue el primer título oficial de Deck jugando en la selección mayor de Argentina.
El 15 de septiembre de 2019 consiguió la medalla de plata en la Copa Mundial de Baloncesto de 2019 disputada en China, jugando un gran torneo y siendo el MVP en el partido de semifinales contra Francia.
En verano de 2021, fue parte de la selección absoluta argentina que participó en los Juegos Olímpicos de Tokio 2020, que quedó en séptimo lugar.
En septiembre de 2022 disputó con el combinado absoluto argentino el FIBA AmeriCup de 2022, ganando el oro al derrotar al combinado brasileño en la final, y donde además fue elegido MVP del torneo, promediando 21 puntos y 5,8 rebotes por partido.

## Estadísticas de su carrera en la NBA

### Temporada regular
| Año     | Equipo        | PJ | PT | MPP  | %TC  | %3P  | %TL  | RPP | APP | ROB | TPP | PPP |
| ------- | ------------- | -- | -- | ---- | ---- | ---- | ---- | --- | --- | --- | --- | --- |
| 2020-21 | Oklahoma City | 10 | 0  | 21.2 | .478 | .133 | .818 | 4.0 | 2.4 | .8  | .0  | 8.4 |
| 2021-22 | Oklahoma City | 7  | 0  | 8.0  | .571 | .500 | .0   | .9  | .7  | .1  | .0  | 2.6 |
| Total   | Total         | 17 | 0  | 15.8 | .494 | .211 | .818 | 2.7 | 1.7 | .5  | .0  | 6.0 |

## Logros y reconocimientos

### Campeonatos nacionales
- Quimsa:
  - Liga Nacional de Básquet: 2014-15.
  - Torneo Súper 8: 2014.

- San Lorenzo de Almagro:
  - Liga Nacional de Básquet: 2016-17, 2017-18.
  - Torneo Súper 4: 2017.

- Real Madrid:
  - Supercopa de España: 2018, 2019,  2020, 2022, 2023.
  - Liga ACB: 2018-19, 2021-22, 2024.
  - Copa del Rey: 2020, 2024.

### Campeonatos internacionales
- San Lorenzo de Almagro:
  - Liga de las Américas 2018

- Selección Argentina:
  - Medalla de oro en los Juegos Panamericanos de Lima 2019
  - Medalla de plata en la Copa Mundial de Baloncesto de 2019
  - Medalla de oro en el FIBA AmeriCup de 2022

### Galardones personales
- Jugador de Mayor Progreso de la Liga Nacional de Básquet: 2014-15.
- Juego de las Estrellas de la Liga Nacional de Básquet: 2015.
- Mejor quinteto de la Liga Nacional de Básquet: 2016-17, 2017-18.
- MVP de las Finales de la Liga Nacional de Básquet: 2016-17, 2017-18.
- MVP de la Temporada de la LNB: 2017-18.
- Mejor jugador nacional de la LNB: 2017-18.
- Mejor Jugador U23 de la LNB: 2017-18.
- MVP de las finales de la Liga de las Américas: 2018.
- MVP y mejor quinteto de la FIBA AmeriCup de 2022.